# BM Benidorm
O Club Balonmano Benidorm é um clube de handebol sediado em Benidorm, Espanha. Atualmente compete na Liga ASOBAL.